# Saulet
Saulet es una entidad de población española del municipio de Montferrer Castellbó, perteneciente a la provincia de Lérida, en la comunidad autónoma de Cataluña.

## Historia
Hacia mediados del siglo XIX, el lugar, por entonces perteneciente al municipio de Pallerols, tenía contabilizada una población de 36 habitantes. Aparece descrito en el decimotercer volumen del Diccionario geográfico-estadístico-histórico de España y sus posesiones de Ultramar de Pascual Madoz con las siguientes palabras:

SAULET: aldea en la prov. de Lérida (29 leg.), part. jud. y dióc. de Seo de Urgel (2), aud. terr. y c. g. de Barcelona (26), ayunt. de Pallerols. sit. en el fondo de un barranco; su clima es frio pero sano. Tiene 8 casas; igl. anejo de Beren (San Martin) y buenas aguas potables; el ayunt. de esta ald. está enclavado en el de Pallerols. pobl.: 8 vec., 36 alm. riqueza imp.: con el referido Pallerols.
(Madoz, 1849, p. 881)

En la actualidad, pertenece al municipio de Montferrer Castellbó. En 2023, la entidad singular de población tenía empadronado un único habitante.